# Foster the People
Pour les articles homonymes, voir FTP.
Foster the People (FTP) est un groupe américain de pop indépendante, originaire de Los Angeles, en Californie. Formé en 2009, le groupe est constitué du chanteur Mark Foster, du guitariste Sean Cimino et du claviériste Isom Innis. Phil Danyew et Tyler Halford, sont les deux membres secondaires du groupe, qui les accompagnent durant les concerts. Le 23 septembre 2015, le groupe annonce officiellement sur leurs réseaux sociaux le départ du bassiste Cubbie Fink. Sur une décision collective, il quitte le groupe pour « poursuivre d'autres opportunités ».
Leur premier album Torches est sorti en 2011 avec Pumped Up Kicks, Helena Beat, Call It What You Want, Don't Stop (Color on the Walls) et Houdini comme principaux titres. L'album leur vaut deux nominations lors des Grammy Awards. Leur deuxième album, Supermodel, est sorti le 17 mars 2014. Le premier extrait de l'album est le titre Coming of Age. Le deuxième single est Best Friend. En avril 2017, le groupe dévoile trois morceaux ; Play the Man, Doing It for the Money et SHC. Ils annoncent la sortie du troisième album. Sacred Hearts Club est publié le 21 juillet 2017.

## Historique

### Origines et formation (2008-2009)

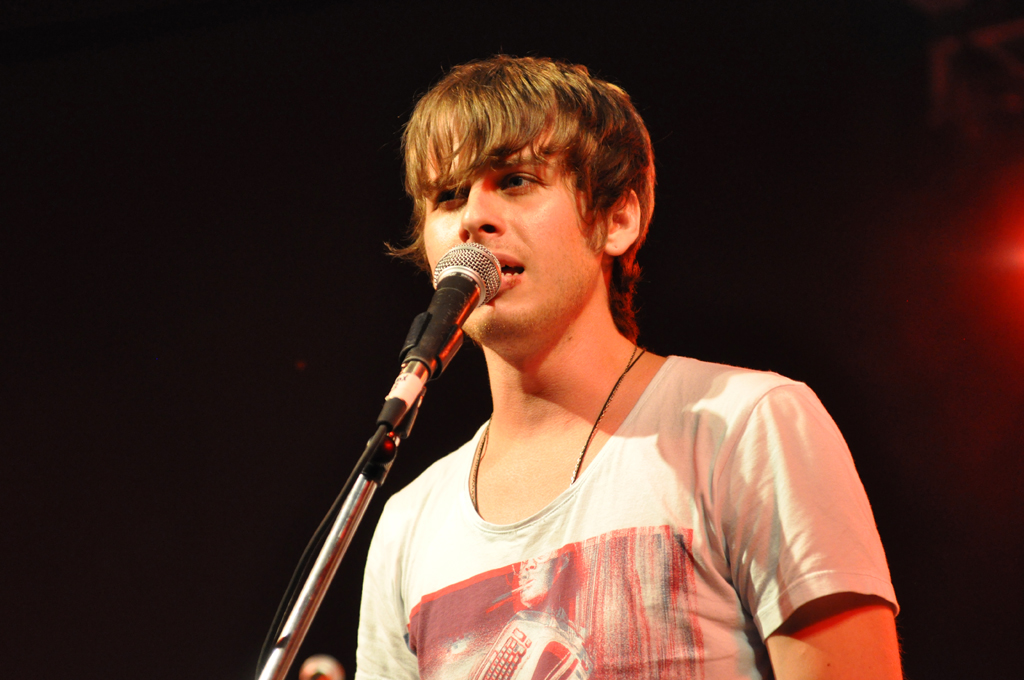
Mark Foster forme le groupe à Los Angeles en 2009.

Pendant ses études à l'école secondaire de Cleveland, Mark Foster — le chanteur du groupe et principal auteur-compositeur — est reçu, après un test d'aptitude professionnelle, dans l'US Air Force. Toutefois, la perspective de combattre en Irak le fait hésiter. Soutenu par son père, et après avoir été diplômé, Foster emménagea chez son oncle à Sylmar, près de Los Angeles, en Californie pour poursuivre une carrière musicale. Effectuant différents petits boulots la journée, il commença le soir à se rendre à des soirées à Hollywood afin de se constituer un réseau. Foster, au cours de ses premières années à Los Angeles, lutte contre l’addiction à la drogue : « Il y avait ce côté sombre en moi. Mes amis pensaient que j'étais sur le point de mourir. J'étais aveugle face à la drogue. Quand j'avais 19 ans, c'est arrivé à un point où j'ai dit, "Trop c'est trop"... je ne faisais pas grand-chose. Je n'étais pas productif. ».
Plusieurs tentatives de fondation d'un groupe ont échoué. Après ses 22 ans, il dit avoir été contacté par Aftermath Entertainment afin de se produire et de leur montrer ses talents musicaux, mais l'occasion est finalement tombée à l’eau. Les années suivantes, Mark Foster a travaillé dans un café tout en se confrontant au problème de la page blanche, mais il est quand même resté à Los Angeles après avoir décroché un travail comme compositeur de refrains publicitaires pour Mophonics. Il a dit de cette expérience, « j'ai vraiment appris ce qui fonctionne d’un point de vue commercial », et il a reconnu que ce travail lui avait fait reprendre confiance en la scène. La musique que Foster compose couvre une large gamme de genres, mais il avait du mal à concilier ses compositions éclectiques. Il a expliqué : « J’aurais voulu écrire une chanson et ça aurait été une chanson de hip-hop, puis j’aurais voulu écrire une chanson qui aurait été très électronique, puis une autre qui aurait été plus spirituelle, et encore une autre qui aurait été un morceau de piano classique. J’essayais constamment d’accorder tous ces éléments, il m'a fallu six ans pour y arriver ». Son envie d’appartenir à un groupe était toujours aussi grande : considérant un concert où il joua de la musique électronique, il dit : « Il n'y avait que moi et un synthétiseur. Vraiment, c'était effroyable. Je savais que j'avais besoin d'un groupe ».
Foster the People est issu d'une relation naissante avec le batteur Mark Pontius, qui a quitté son groupe Malbec en 2009 pour en former un autre avec Foster. Pontius est impressionné par la quantité et la diversité des chansons que Foster avait écrites jusque-là : « Certaines étaient à la guitare, et d’autres sur l'ordinateur. Mais il était vraiment un chanteur-compositeur génial avec ce rythme très attractif et j’ai senti que l’on pourrait faire tout ce que l’on voudrait avec ça. » Un ami de longue date de Foster, Cubbie Fink, les rejoint peu de temps après en qualité de bassiste. À l’origine, Mark Foster avait appelé le groupe Foster and the People, mais les gens ont entendu « Foster the People ». Finalement, l'image qu'évoquait ce nom « prendre soin/s'occuper des gens » plut au groupe, de sorte que le nom est resté.

### Premiers albums (2010–2012)

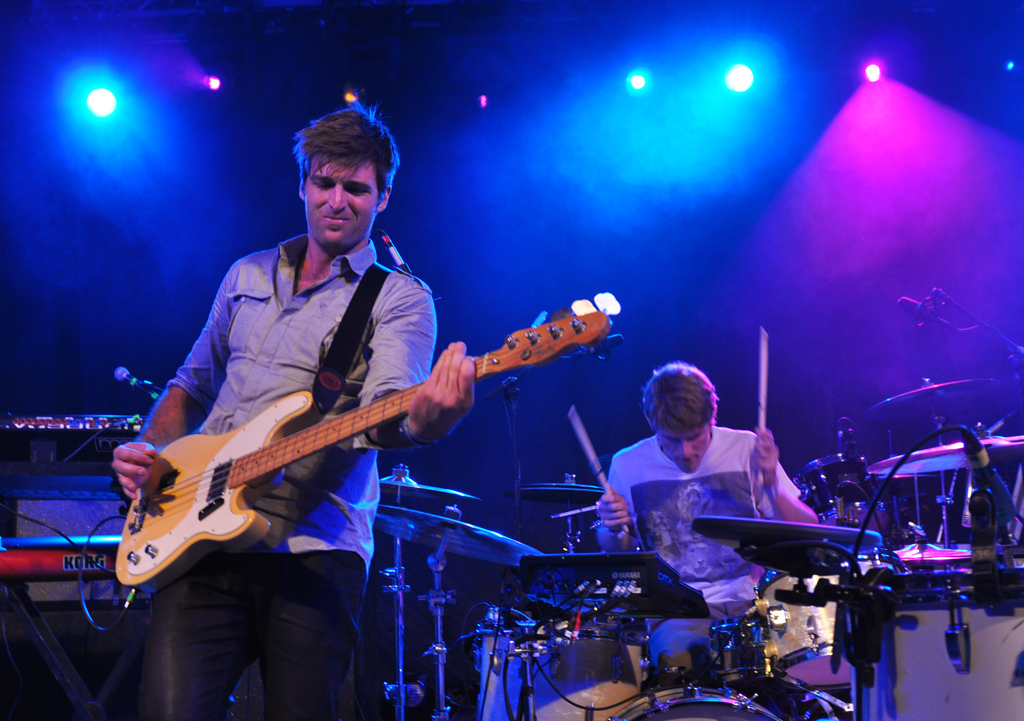
Cubbie Fink et Mark Pontius au festival South by Southwest en 2011.

Au début de janvier 2010, la chaîne Alt Nation de Sirius XM commence à diffuser Pumped Up Kicks, qui est suivie par d'autres chaînes comme KROQ-FM et KYSR en janvier 2011. Mark Foster estime que la diffusion faite par Sirius XM au succès du morceau, « Alt Nation a joué notre musique avant n'importe qui d'autre dans le pays. » Le 29 janvier 2010, la chanson débute dans les Rock Songs du classement Billboard, et une semaine plus tard, est classée dans les Alternative Songs. En mai, la chanson débute 96e du Billboard Hot 100, et plus tard sort leur premier album, Torches. Le succès de Pumped Up Kicks et leur apparition à quelques talk-shows comme le Last Call with Carson Daly, The Tonight Show, Jimmy Kimmel Live!, et The Late Late Show with Craig Ferguson, les aide à atteindre la huitième place du Billboard 200.
Sans plus d'expérience sur scène, Foster the People est booké en octobre 2010 pour jouer plusieurs concerts afin de  « mettre le pied à l'étrier ». Booker le groupe s'avère difficile, les promoteurs étant hésitant à faire appel à un groupe n'ayant jamais joué en tournée. Foster the People promeut ces concerts en envoyant des e-mails aux fans qui ont téléchargé Pumped Up Kicks depuis leur site web. Au début de 2011, ils sont annoncés aux Coachella Valley Music and Arts Festival. Puis continue de se populariser en jouant en janvier au club The Echo de Los Angeles. Foster the People publie son premier single à part en janvier 2011, un EP homonyme qui comprend le morceau Pumped Up Kicks, Houdini et Helena Beat qui sert à faire attendre les fans jusqu'à la sortie de leur premier album, Torches.  Ils tourneront en Europe et aux États-Unis pendant la seconde moitié de 2011, à des dates presque jouées à guichet fermé. À cette période, le groupe tournera pendant dix mois consécutifs.
Pumped Up Kicks est un succès à la croisée des genres ; hormis le fait d'être classé premier des Alternative Songs en juin, et troisième des Rock Songs en juillet, la chanson atteint le top 40 du Hot 100, et dans l'Adult Top 40 et dans le Mainstream Top 40. Pumped Up Kicks termine l'année 2011 comme sixième single le plus vendu de l'année, avec 3,84 millions d'exemplaires.
Foster the People participe le 8 octobre 2011 à un épisode du Saturday Night Live, jouant Pumped Up Kicks et Houdini. Kenny G joue cette dernière avec le groupe,. À la fin de l'année, ils sont nommés deux fois aux Grammy Awards : meilleure performance pop pour Pumped Up Kicks et meilleur album alternatif pour Torches. À la cérémonie, le groupe et Maroon 5 jouent avec The Beach Boys.

### Supermodel(2012–2015)
Aux Brit Awards de 2012, Mark Foster annonce un deuxième album du groupe pour 2013. En juin 2013, le groupe joue au Firefly Music Festival et un concert secret au Troubadour de Los Angeles, jouant quatre nouvelles chansons : A Beginner's Guide To Destroying The Moon, Pseudologia Fantastica, Fire Escape et Coming of Age. Leur deuxième album est annoncé pour novembre 2013, mais Columbia décide de le repousser à janvier 2014,. Le premier single, Coming of Age est publié le 14 janvier 2014. Leur deuxième album, Supermodel, est publié le 18 mars 2014. L'album est suivi par trois autres singles (Best Friend, Pseudologia Fantastica et Are You What You Want to Be?) et d'un EP intitulé Spotify Sessions. Le groupe fait la promotion de Coming of Age avec la vidéo d'une peinture murale de Supermodel en plein centre de Los Angeles. Young and Sick, qui a réalisé la couverture de Torches, a également réalisé la peinture murale. Elle a pris dix jours à réaliser.
Le 24 mars 2015, Foster the People annonce un troisième album. Le 23 septembre 2015, Foster the People annonce le départ de Fink.
Le 24 avril 2015, le film Little Boy est publié ; Mark Foster y a coproduit la bande originale. Le 8 décembre 2015, Foster the People publie la chanson The Unforeseeable Fate of Mr. Jones sur BitTorrent.

### Sacred Hearts Club(2016-2017)
Le 9 octobre 2016, Foster the People joue au Rocking the Daisies Music Festival, jouant trois nouvelles chansons issues de leur troisième album à venir : Lotus Eater, Doing It for the Money, et Pay the Man,. Le 5 avril 2017, le groupe annonce une tournée mondiale pour l'été. Le 27 avril 2017, le groupe publie un EP, III, composé de trois chansons issues de leur album à venir (Pay the Man, Doing It for the Money, et SHC). Le 13 juin, le groupe annonce la sortie de Sacred Hearts Club, pour le 21 juillet.

### In The Darkest Of Nights, Let The Birds Sing(depuis 2020)
Foster The People est de retour. Trois ans après “Sacred Hearts Club”, le groupe publie un nouvel EP le 11 décembre 2020. Nommé “In The Darkest Of Nights, Let The Birds Sing”, il est composé de six morceaux. Un nouvel album est en route et ses nouvelles chansons ont été écrites durant le confinement. Vocalement, les voix dont celle de Mark Foster sont enregistrées comme dans le tube “Pumped Up Kicks”. Niveau style, le groupe est toujours dans la pop indé et explore également l’électro et le disco.

## Apparitions
La chanson Pumped Up Kicks apparaît dans la série Vampire Diaries (Saison 2, épisode 15). Elle joue aussi dans d'autres séries: Pretty Little Liars (Saison 2, épisode 20), Gossip Girl (Saison 5, épisode 2) et dans Les Experts : Manhattan (Saison 7, épisode 19). On peut entendre la chanson Call It What You Want dans la bande son du jeux vidéo FIFA 12. Made In Chelsea saison 2 dans l'épisode 6. On peut aussi l'entendre très légèrement dans certaines chroniques du Petit Journal de Yann Barthès. Pumped Up Kicks apparaît dans l'épisode 17 de la saison 8 des Frères Scott. Elle est aussi utilisée dans le film Fright night sorti en 2011.
La chanson Don't Stop (Color on the Walls) apparaît dans une des publicités pour Canal Satellite ou encore H&M, ainsi que dans la météo de Solweig au Grand Journal. Elle apparaît également dans le film Sexe entre amis et dans l'épisode 10 Les Flamants roses saison 5, de la série Chuck, et fait également partie de la bande originale du jeu vidéo Forza Horizon (2012). La chanson Houdini apparaît quant à elle dans le jeu vidéo SSX (2012), Dans le jeux vidéo Sackboys : A Big Adventure (2020) mais également dans la bande originale de la série Suits, avocats sur mesure mais aussi dans le film LOL USA (2012). La chanson Helena Beat est utilisée pour la publicité de la Betterave Sucrière Dans le film Boyhood (2014) et dans la saison 2 de l'épisode 19 de Vampire Diaries. Enfin, Foster The People est présent dans la bande originale de la série télévisée Awkward, ainsi que dans celle de Hollywood Girls et Cougar Town.

## Membres

### Membres actuels
- Mark Foster – chant, guitare, piano, claviers, synthétiseur (depuis 2009)
- Sean Cimino – guitare, piano, claviers, chœurs (depuis 2017, membre de tournée 2010-2017)
- Isom Innis – piano, claviers, batterie, percussions, chœurs, basse (depuis 2017, membre de tournée 2010-2017)

### Anciens membres
- Jacob « Cubbie » Fink – basse, chœurs, synthétiseur (2009–2015)
- Mark Pontius – batterie, percussion, chœurs (2009-2021)

### Membres studio/tournée
- Phil Danyew – guitare, piano, claviers, synthétiseur, percussions, chœurs (depuis 2014)
- Tyler Halford – basse, claviers, synthétiseur (depuis 2015)
- Haley Louise Dekle – chœurs (2014)[31]
- Arlene Deradoorian – chœurs (2014)[31]

## Discographie

### Albums studio
| Titre                  | Album | Meilleure position | Meilleure position | Meilleure position | Meilleure position | Meilleure position | Meilleure position | Meilleure position | Meilleure position | Meilleure position | Meilleure position | Meilleure position | Certifications                                    |
| Titre                  | Album | États-Unis         | États-Unis Alt     | États-Unis Rock    | Australie          | Canada             | Irlande            | Nouvelle-Zélande   | Pays-Bas           | Suisse             | Royaume-Uni        | France             | Certifications                                    |
| ---------------------- | --- | ------------------ | ------------------ | ------------------ | ------------------ | ------------------ | ------------------ | ------------------ | ------------------ | ------------------ | ------------------ | ------------------ | ------------------------------------------------- |
| Torches                | - Date de sortie : 23 mai 2011 - Label: Startime/Columbia - Formats: CD, Téléchargement digital, vinyle       | 8                  | 1                  | 1                  | 1                  | 7                  | 13                 | 18                 | 53                 | 61                 | 24                 | 29                 | - États-Unis : Or - Canada : Or - Australie : Or- |
| Supermodel             | - Date de sortie : 18 mars 2014 - Label: Startime /Columbia - Formats: CD, téléchargement digital, vinyle     | 3                  | 1                  | 1                  | 8                  | 4                  | 24                 | 17                 | 57                 | 17                 | 26                 | 51                 |                                                   |
| Sacred Hearts Club     | - Date de sortie : 21 juillet 2017 - Label : Startime/Columbia - Formats : CD, téléchargement digital, vinyle | 47                 | 8                  | -                  | 71                 | 54                 | -                  | -                  | 85                 | -                  | -                  | 180                |                                                   |
| Paradise State of Mind | - Date de sortie : 16 août 2024 - Label : Atlantic Records - Formats : CD, téléchargement digital, vinyle     |                    |                    |                    |                    |                    |                    |                    |                    |                    |                    |                    |                                                   |

### EP
| Titre                                        | Détails                                                                                          |
| -------------------------------------------- | ------------------------------------------------------------------------------------------------ |
| Foster the People                            | - Date de sortie : 18 janvier 2011 - Label : Startime/Columbia - Format : Téléchargement digital |
| III                                          | - Date de sortie : 27 avril 2017 - Label: Startime/Columbia - Format: Téléchargement digital     |
| Pick U Up                                    | - Date de sortie : 6 septembre 2019 - Label: Columbia - Format: Téléchargement digital           |
| In The Darkest Of Nights, Let The Birds Sing | - Date de sortie : 11 décembre 2020 - Label: Columbia - Format: Téléchargement digital           |

### Singles
| Single                                 | Année | Meilleure position | Meilleure position | Meilleure position | Meilleure position | Meilleure position | Meilleure position | Meilleure position              | Meilleure position | Meilleure position | Meilleure position | Meilleure position | Meilleure position | Meilleure position | Certifications                                                             | Album              |
| Single                                 | Année | États-Unis         | États-Unis Alt     | États-Unis Rock    | Australie          | Canada             | Canada Alt         | Allemagne [source insuffisante] | Irlande            | Pays-Bas           | Nouvelle-Zélande   | Suisse             | Royaume-Uni ,      | France             | Certifications                                                             | Album              |
| -------------------------------------- | ----- | ------------------ | ------------------ | ------------------ | ------------------ | ------------------ | ------------------ | ------------------------------- | ------------------ | ------------------ | ------------------ | ------------------ | ------------------ | ------------------ | -------------------------------------------------------------------------- | ------------------ |
| Pumped Up Kicks                        | 2010  | 3                  | 1                  | 3                  | 1                  | 3                  | 1                  | 9                               | 11                 | 35                 | 6                  | 17                 | 18                 | 10                 | - États-Unis : 4X Platine - Canada : 3 × Platine - Australie : 2 × Platine | Torches            |
| Helena Beat                            | 2011  | 121                | 9                  | 15                 | 74                 | 70                 | 1                  | —                               | —                  | —                  | —                  | —                  | —                  | —                  |                                                                            | Torches            |
| Call It What You Want                  | 2011  | —                  | —                  | —                  | 58                 | —                  | —                  | —                               | —                  | —                  | —                  | —                  | 139                | —                  |                                                                            | Torches            |
| Don't Stop (Color on the Walls)        | 2012  | 86                 | 5                  | 8                  | —                  | 56                 | 12                 | —                               | —                  | —                  | —                  | —                  | —                  | 121                |                                                                            | Torches            |
| Houdini                                | 2012  | —                  | 37                 | —                  | —                  | —                  | —                  | —                               | —                  | 98                 | —                  | —                  | —                  | —                  |                                                                            | Torches            |
| Coming of Age                          | 2014  | 103                | 4                  | 64                 | 69                 | —                  | —                  | —                               | —                  | —                  | —                  | —                  | —                  | —                  |                                                                            | Supermodel         |
| Pseudologia Fantastica                 | 2014  | —                  | —                  | —                  | —                  | —                  | —                  | —                               | —                  | —                  | —                  | —                  | —                  | 118                |                                                                            | Supermodel         |
| Best Friend                            | 2014  | 119                | 15                 | 21                 | 86                 | —                  | —                  | —                               | —                  | —                  | —                  | —                  | —                  | 150                |                                                                            | Supermodel         |
| Are You What You Want to Be?           | 2014  | —                  | —                  | 42                 | —                  | —                  | —                  | —                               | —                  | —                  | —                  | —                  | —                  | —                  |                                                                            | Supermodel         |
| Doing It for the Money                 | 2017  | —                  | 14                 | 17                 | —                  | —                  | —                  | —                               | —                  | —                  | —                  | —                  | —                  | —                  |                                                                            | Sacred Hearts Club |
| Loyal Like Sid & Nancy                 | 2017  | —                  | —                  | —                  | —                  | —                  | —                  | —                               | —                  | —                  | —                  | —                  | —                  | —                  |                                                                            | Sacred Hearts Club |
| Sit Next to Me                         | 2017  | 42                 | 3                  | 5                  | —                  | 68                 | —                  | —                               | —                  | —                  | —                  | —                  | —                  | —                  |                                                                            | Sacred Hearts Club |
| Pay The Man (Remix) feat. J.I.D & Saba | 2018  | —                  | —                  | —                  | —                  | —                  | —                  | —                               | —                  | —                  | —                  | —                  | —                  | —                  |                                                                            | Sacred Hearts Club |
| Worst Nites                            | 2018  | —                  | 12                 | 18                 | —                  | —                  | —                  | —                               | —                  | —                  | —                  | —                  | —                  | —                  |                                                                            | Pick U Up EP       |
| Style                                  | 2019  | —                  | —                  | 35                 | —                  | —                  | —                  | —                               | —                  | —                  | —                  | —                  | —                  | —                  |                                                                            | Pick U Up EP       |
| Imagination                            | 2019  | —                  | —                  | 20                 | —                  | —                  | —                  | —                               | —                  | —                  | —                  | —                  | —                  | —                  |                                                                            | Pick U Up EP       |
| Pick U Up                              | 2019  | —                  | —                  | 24                 | —                  | —                  | —                  | —                               | —                  | —                  | —                  | —                  | —                  | —                  |                                                                            | Pick U Up EP       |
| It's OK to Be Human                    | 2020  | —                  | —                  | —                  | —                  | —                  | —                  | —                               | —                  | —                  | —                  | —                  | —                  | —                  |                                                                            |                    |
| Lamb's Wool                            | 2020  | —                  | —                  | 36                 | —                  | —                  | —                  | —                               | —                  | —                  | —                  | —                  | —                  | —                  |                                                                            |                    |
| The Things We Do                       | 2020  | —                  | —                  | —                  | —                  | —                  | —                  | —                               | —                  | —                  | —                  | —                  | —                  | —                  |                                                                            |                    |

#### Singles promotionnels
| Single                        | Année | Meilleure position | Meilleure position | Meilleure position | Meilleure position | Meilleure position | Meilleure position | Meilleure position | Album              |
| Single                        | Année | États-Unis         | États-Unis Alt     | États-Unis Rock    | Australie          | Canada             | Canada Alt         | Pays-Bas           | Album              |
| ----------------------------- | ----- | ------------------ | ------------------ | ------------------ | ------------------ | ------------------ | ------------------ | ------------------ | ------------------ |
| Broken Jaw                    | 2012  | —                  | —                  | —                  | —                  | —                  | —                  | —                  | Torches            |
| Nevermind (alternate version) | 2014  | —                  | —                  | —                  | —                  | —                  | —                  | —                  | Supermodel         |
| SHC                           | 2017  | —                  | —                  | 50                 | —                  | —                  | —                  | —                  | III                |
| I Love My Friends             | 2017  | —                  | —                  | —                  | —                  | —                  | —                  | —                  | Sacred Hearts Club |

### Participations
| Titre                                                     | Année | Meilleure position               | Meilleure position | Meilleure position               | Meilleure position                | Album             |
| Titre                                                     | Année | États-Unis Alt.[réf. nécessaire] | États-Unis Dance   | États-Unis Rock[réf. nécessaire] | Nouvelle-Zélande[réf. nécessaire] | Album             |
| --------------------------------------------------------- | ----- | -------------------------------- | ------------------ | -------------------------------- | --------------------------------- | ----------------- |
| Warrior (Kimbra featuring Mark Foster et A-Trak)          | 2012  | —                                | —                  | —                                | 22                                | Vows              |
| Nonsense (Madeon featuring Mark Foster)                   | 2015  | —                                | 35                 | —                                | —                                 | Adventure         |
| Ride or Die (The Knocks featuring Foster the People)      | 2018  | 16                               | 20                 | —                                | —                                 | New York Narcotic |
| Blur (MØ featuring Foster the People)                     | 2018  | 35                               | —                  | —                                | —                                 | Forever Neverland |
| Every Color (Louis the Child featuring Foster the People) | 2020  | —                                | 12                 | —                                | —                                 | Here For Now      |

### Clip vidéo
| Titre                           | Année | Réalisateur(s)                  |
| ------------------------------- | ----- | ------------------------------- |
| Pumped Up Kicks                 | 2011  | Josef Geiger                    |
| Helena Beat                     | 2011  | Ace Norton,                     |
| Call It What You Want           | 2011  | Ace Norton,                     |
| Don't Stop (Color on the Walls) | 2011  | Daniels,                        |
| Houdini                         | 2012  | Daniels,                        |
| Coming of Age                   | 2014  | BRTHR                           |
| Best Friend                     | 2014  | Ben Brewer                      |
| Pseudologia Fantastica          | 2014  | Mark Foster                     |
| Doing It for the Money          | 2017  | Daniel Henry                    |
| Sit Next to Me                  | 2017  | Fourclops & Brinton Bryan       |
| Worst Nites                     | 2018  | Mark Foster and Josh Hutcherson |
| Style                           | 2019  | Mark Foster,                    |
| Imagination                     | 2019  | Mark Foster,                    |
| Pick U Up                       | 2019  | Mark Foster,                    |